# Clément Mouamba
Clément Mouamba (Sibiti, 13 de novembro de 1943 – Paris, 29 de outubro de 2021) foi um político congolês que serviu como primeiro-ministro do seu país de 2016 a 2021. Também ocupou o cargo de Ministro das Finanças de 1992 a 1993.

## Morte
Mouamba morreu em 29 de outubro de 2021 em Paris de COVID-19.